# Liste der Hochhäuser in Jena

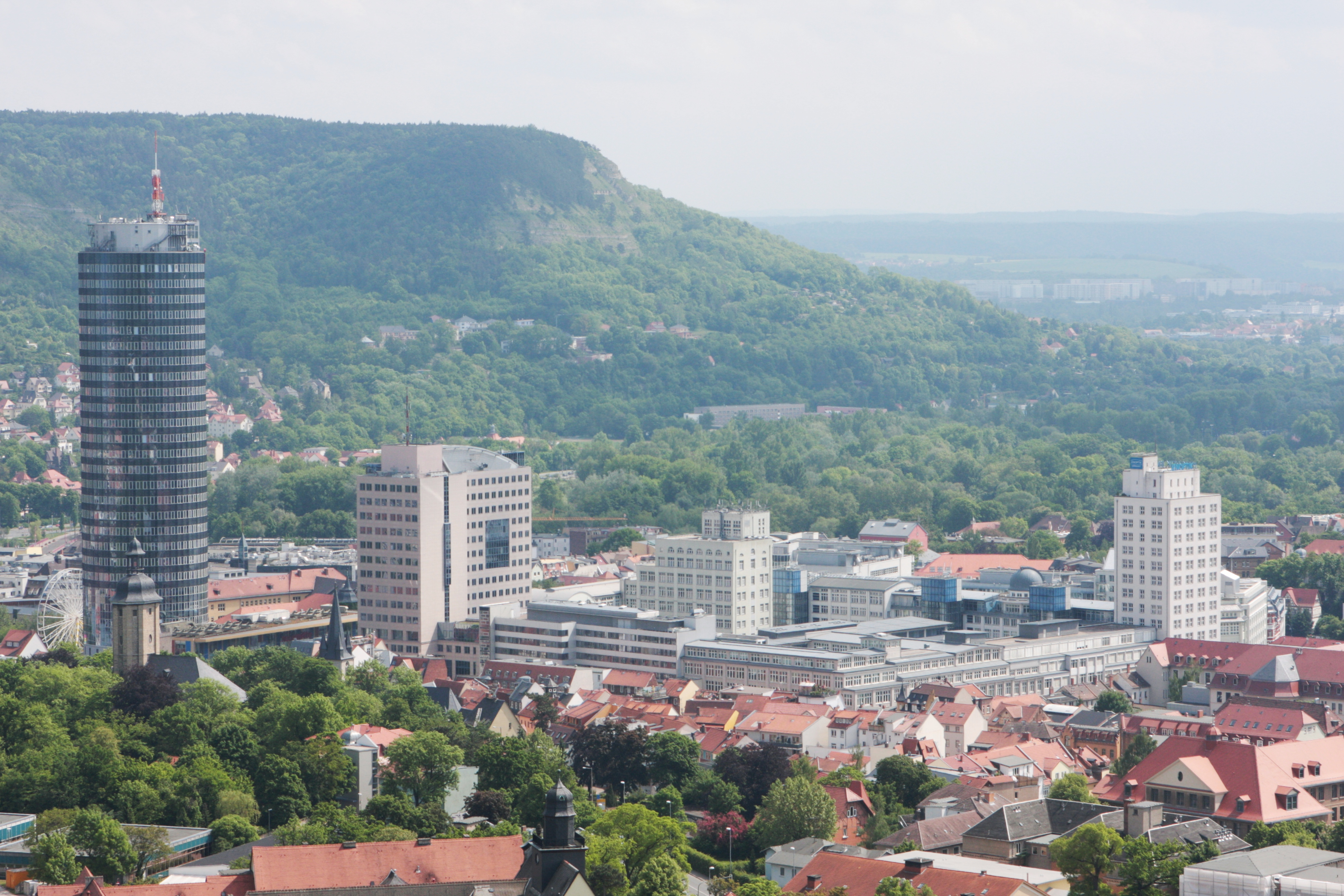
Blick in das Zentrum Jenas

Jena ist eine Hochhausstadt. Das Stadtbild ist merklich durch Hochhäuser geprägt. Die Hochhäuser entstanden durch  das Unternehmen Carl Zeiss, welches eine herausragende Stellung als größtes Unternehmen der Stadt hatte. Außerdem führt das schmale Saaletal zu einem Bau in die Höhe.
Hohe Gebäude der Plattenbausiedlungen Neulobeda und Winzerla sind nicht aufgeführt.

## Bürohochhäuser Jenas nach Höhe
|       | Name                     | Höhe     | Etagen | Erbauungsjahr                                                                       | Bauherr                        | Eigentümer               | Bild |
| ----- | ------------------------ | -------- | ------ | ----------------------------------------------------------------------------------- | ------------------------------ | ------------------------ | ---- |
| 1.    | JenTower                 | 144,5 m  | 31     | 1972 26. höchstes Hochhaus Deutschlands (siehe Liste der Hochhäuser in Deutschland) | VEB Carl Zeiss Jena            | Saller Gewerbebau        |      |
| 2.    | Bau 59                   | 67 m     | 16     | 1962                                                                                | VEB Carl Zeiss Jena            | GW Real                  |      |
| (3.)  | Bebauung des Eichplatzes | 66,5 m   | 20     | spätestens 2026                                                                     | Entwurf                        | STRABAG Real Estate GmbH |      |
| 3.    | Bau 36                   | 66 m     | 15     | 1935                                                                                | Carl Zeiss                     | Jenoptik AG              |      |
| (4.)  | dotSource Campus         | 65 m     | 15–16  | Planung                                                                             | dotSource                      |                          |      |
| (5.)  | Inselplatz-Campus        | 50 m     |        | in Bau                                                                              | Friedrich-Schiller-Universität |                          |      |
| (5.)  | Bebauung des Eichplatzes | 50 m     | 14     | spätestens 2026                                                                     | Entwurf                        | STRABAG Real Estate GmbH |      |
| 4.    | Bau 15                   | 42 m     | 11     | 1915; ältestes Hochhaus Deutschlands                                                | Carl Zeiss                     | verschiedene             |      |
| (...) | Quartier 22              | bis 49 m | 15     | Entwurf                                                                             |                                |                          |      |

## Höchste Bürogebäude Jenas ihrer Zeit
| Zeit       | Name     | Höhe    | Bild |
| ---------- | -------- | ------- | ---- |
| 1919–1935  | Bau 15   | 42 m    |      |
| 1935–1962  | Bau 36   | 66 m    |      |
| 1962–1972  | Bau 59   | 67 m    |      |
| 1972-heute | JenTower | 144,5 m |      |